# Acraea rudolfi
Acraea rudolfi är en fjärilsart som beskrevs av Eltringham 1929. Acraea rudolfi ingår i släktet Acraea och familjen praktfjärilar. Inga underarter finns listade i Catalogue of Life.